# Víctor Fernández Gopar
Víctor Fernández Gopar "El Salinero" fue un poeta español, nacido en Las Breñas (Lanzarote) en 1844 y fallecido en Yaiza (Lanzarote) en 1920.

## Biografía
De niño, durante sus ocupaciones como pastor, decide aprender a leer y a escribir solicitándoselo al párroco del pueblo de Femés y al vecino Juan Estévez ya que el sur de la isla de Lanzarote carecía de escuelas. Es contratado por Pedro Cerdeña en 1895 para trabajar en la construcción de las Salinas de Janubio, posteriormente será maestro salinero y encargado de las citadas salinas, profesión que dará origen a su apodo "El Salinero". Aunque él nunca se consideró poeta sus coplas fueron muy populares y se cantaban en parrandas y ventorrillos. Sus composiciones poéticas están cargadas de franqueza satírica y critican la injusticia social propia de su tiempo que él mismo sufrió. Sus coplas son sencillas y sin dobleces, improvisando mayormente letras de isas, malagueñas y folías. 

## Obra literaria
- En 1977 se publica el libro Coplas de Víctor Fernández, composiciones de "El Salinero" recopiladas por el escritor e historiador[1]
- La obra de Víctor Fernández fue reconocida por los Sabandeños en 1977 en su disco Las Seguidillas del Salinero.
- En 1990 el folclorista Antonio Corujo le dedicó un libro titulado: Un hombre, una isla, un mundo.